# Maria Isabel da Áustria
Maria Isabel Josefa Joana Antônia de Áustria (em alemão: Maria Elisabeth Josepha Johanna Antonia von Österreich) (Viena, 13 de agosto de 1743 - Linz, 22 de setembro de 1808) foi uma arquiduquesa da Áustria, filha da imperatriz Maria Teresa e de Francisco I, Sacro Imperador Romano-Germânico.

## Primeiros anos

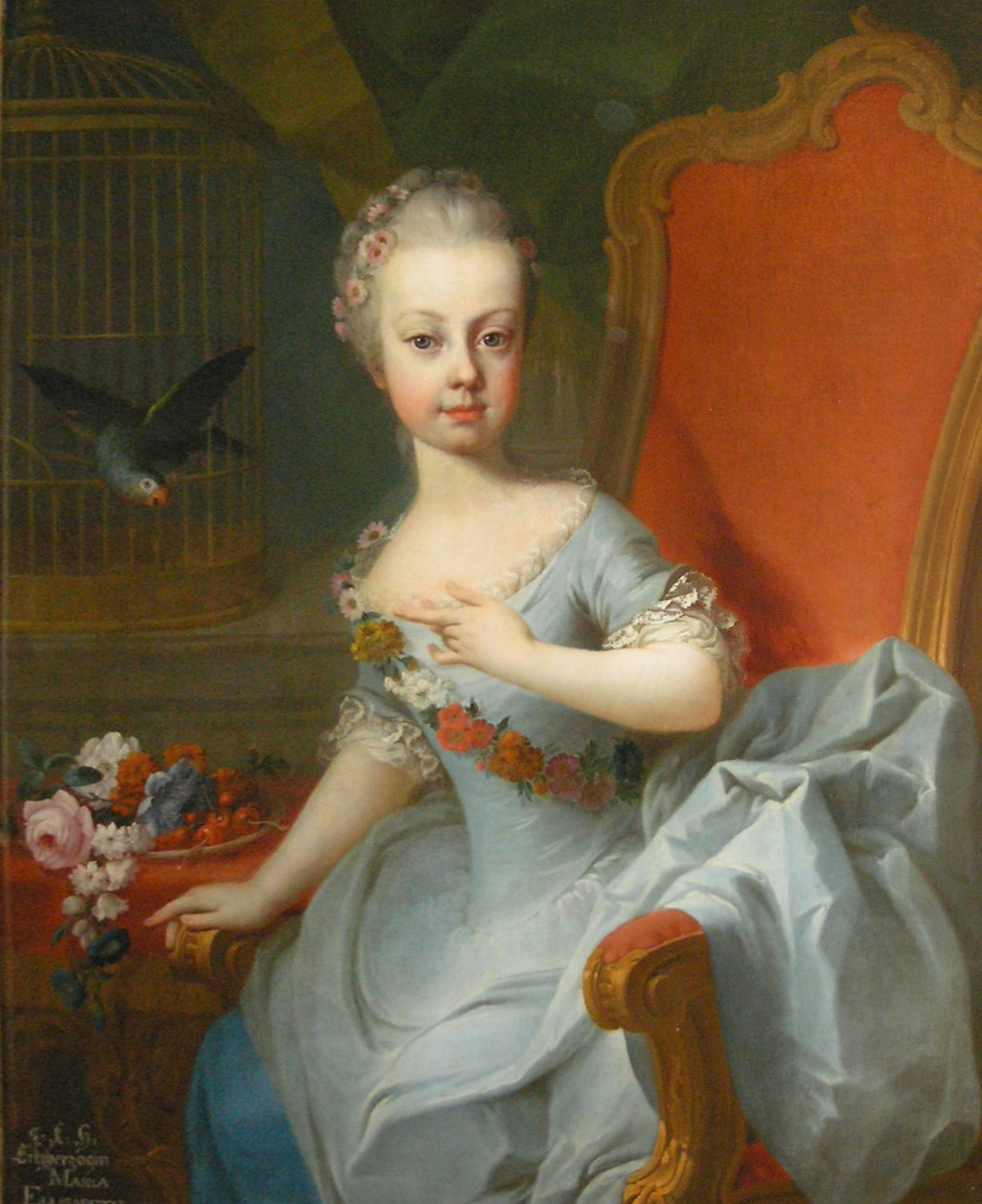
Maria Isabel quando criança, possivelmente por Martin van Meytens, em 1747-1749.

Maria Isabel era conhecida na família como "Liesl". Recebeu a educação habitual das filhas da imperatriz, concentrando-se nas realizações destinadas a torná-la uma atraente consorte de uma corte real e com apenas instruções superficiais e básicas sobre assuntos acadêmicos.
Como pessoa, ela foi descrita como um tanto instável em seu caráter e sem interesses particulares. Ela era considerada a mais bela de todas as filhas de Maria Teresa, já era considerada uma beldade aos doze anos de idade e, segundo relatos, estava bem ciente desse fato. Sua mãe, a imperatriz, referiu-se a ela como infantil e imatura, chamando-a de "uma bela coquete" e observou: "Não importava se o olhar de admiração provinha de um príncipe ou de um guarda suíço, estava satisfeita. "

## Tentativas de Casamento
Sua beleza era considerada um ativo valioso na política de casamento dinástica de sua mãe e fez dela uma questão de especulações matrimoniais sobre o mercado de casamento dinástico no início. No entanto, seu casamento foi atrasado por causa das altas expectativas do status de seu futuro noivo.
Quando Carlos III da Espanha ficou viúvo em 1761, houve negociações entre a Espanha e a Áustria sobre um casamento entre Carlos III e Maria Isabel, mas estas acabaram por terminar em fracasso. Um casamento com o rei Estanislau II Augusto da Polônia foi sugerido após sua sucessão ao trono em 1764, mas nada aconteceu depois que a imperatriz Catarina II da Rússia, deixou claro seu descontentamento com a proposta. Um casamento com seu primo Príncipe Benedito, Duque de Chablais foi proposto, que Maria Isabel declarou-se muito disposto a entrar, mas, finalmente, seu irmão José II não encontrou tal jogo para ser de vantagem política suficiente, como ele considerou ela ser um grande trunfo na política dinástica e desejava garantir uma casamento com o mais alto status possível. Quando Maria Isabel completou 24 anos em 1767, isso foi considerado tardio para não ser casado pelos padrões de uma princesa do século XVIII.
Em 1768, simultaneamente com as discussões de um casamento entre sua irmã mais nova Maria Antonieta e o herdeiro do trono francês, uma sugestão foi feita para envolver Maria Isabel ao rei viúvo Luís XV da França, o que teria resultado em uma aliança de casamento duplo entre a França e a Áustria. Um contrato de casamento foi preparado e as negociações estavam quase concluídas. Antes que as negociações pudessem ser finalizadas, no entanto, Maria Isabel adoeceu com varíola. Embora ela tenha se recuperado completamente, foi relatado que a doença havia cicatrizado terrivelmente seu rosto e destruído sua beleza, e assim todos os planos de um casamento foram interrompidos.

## Abadessa

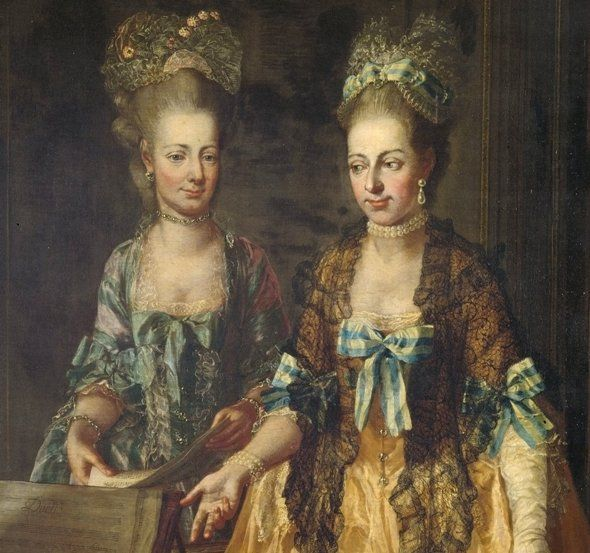
Maria Isabel (à esquerda) com sua irmã mais velha, Maria Ana.

Maria Isabel foi nomeada abadessa do Convento das Nobres Senhoras em Innsbruck por sua mãe, mas como sua irmã Maria Ana, que tinha uma posição semelhante, ela não morava no convento, mas continuou a compartilhar seu tempo com a Corte Imperial em Hofburg e Schönbrunn.
Após a morte de sua mãe Imperatriz Maria Teresa, em 1780, Maria Isabel e suas irmãs Maria Ana e Maria Cristina foram convidadas pelo irmão imperador José II, a deixar a corte, porque ele evitou a presença de mulheres lá e queria pôr fim a o que ele se referiu como "galinheiro" da sua irmã ou República das Mulheres. Ele confirmou a indicação da mãe de Maria Cristina e seu marido como governadores dos Países Baixos Austríacos, após o que eles partiram para Bruxelas, enquanto Maria Isabel e sua irmã Maria Ana partiram para se juntar a seus respectivos conventos. Maria Isabel partiu para o Convento das Nobres Damas, em Innsbruck, que fora criada por sua mãe em 1765 para rezar pela alma de seu falecido marido, o pai de Maria Isabel.
Maria Isabel residia em Innsbruck como abadessa do Convento das Nobres Senhoras por cerca de quinze anos no Castelo Imperial de Innsbruck. Maria Isabel residiu de maio de 1781 até janeiro de 1806. Sua posição não se parecia muito com a vida monástica, pois os termos do convento davam a seus membros uma alta renda, um subsídio pessoal, uma suíte. adequado para uma nobre e a liberdade de participar da vida pública e da alta sociedade. Maria Isabel não viveu uma vida isolada, mas entreteve muito em seus apartamentos, recebeu convidados e muitas vezes organizou recepções familiares. Durante seus anos como abadessa, ela foi descrita como muito acima do peso. Seus amigos a descreveram como uma pessoa popular da sociedade com uma personalidade impetuosa. Sir John Swinburne descreveu sua sagacidade afiada e sua ironia humorística em sua visita.
Quando seu irmão mais novo, Leopoldo, conseguiu ser o imperador em 1790, ele a envolveu mais em assuntos de Estado. Ele lhe deu tarefas representacionais e, em 1790, inaugurou cerimoniosamente a Assembléia Provincial em Innsbruck, e muitas vezes atuou como sua representante em ocasiões cerimoniais em Innsbruck. Frequentemente recebia convidados importantes, como príncipes, mas também entretinha artistas como Johann Wolfgang von Goethe. Ela foi autorizada a viajar novamente e visitou o Vale Puster em várias ocasiões e passou o inverno de 1800-1801 em Brunico.

## Morte
Em janeiro de 1806, Maria Isabel fugiu de Innsbruck para Viena e depois para Linz, quando a província do Tirol foi tomada pelo aliado de Napoleão Bonaparte, o Reino da Baviera. Ela passou seus últimos anos em Linz, onde morreu em 22 de setembro de 1808. Ela foi enterrada na Igreja Jesuíta de Linz.